# La Rochette (Saboia)
La Rochette foi uma comuna francesa na região administrativa de Auvérnia-Ródano-Alpes, no departamento de Saboia. Estendia-se por uma área de 4,66 km². Em 2010 a comuna tinha 4 250 habitantes (densidade: 912 hab./km²).
Em 1 de janeiro de 2019, foi incorporada à nova comuna de Valgelon-La Rochette.